# Анубис
Анубис (грч. Ἄνουβις, егип. jnpw, копт. ⲁⲛⲟⲩⲡ — Anoup) је грчки назив за Бога-шакала, Бога подземља, балзамовања и загробног живота у египатској митологији.  У древном египатском језику, Анубис је познат као Анпу. Најстарији познати спомен Анубиса је у Текстовима пирамида, на којима је повезан с укопавањем фараона. У овом тренутку, Анубис је био најважнији бог мртвих и господар Западне планине, али он је био замењен током Средњег краљевства Озирисом. У новије време, током Птоломеја, Анубис је идентификован као грчки бог Хермес, па постаје Херманубис. У средишту овог култа је град Кинополис, место чији је грчки назив једноставно значио "град паса". Херманубис се такође појављује у алхемичарској књижевности средњег века и ренесансе. Иако су Грци и Римљани египатске богове доживљавали бизарнима и примитивнима, Анубиса су повезали и са Сириусом у рају, и Кербером у паклу. Анубис поприма разне наслове у вези с његовом погребном улогом.
Попут многих древних египатских божанстава, Анубис је преузео различите улоге у различитим контекстима. Приказан као заштитник гробова још у време Прве династије (око 3100 – око 2890. п. н. е.), Анубис је такође био балзаматор. У Средњем краљевству (око 2055–1650. п. н. е.) заменио га је Озирис у његовој улози господара подземног света. Једна од његових истакнутих улога била је као бог који је уводио душе у загробни живот. Руковао је вагом за време „Вагања срца“, на коме се одређивало да ли ће некој души бити дозвољено да уђе у царство мртвих. Анубис је један од најчешће приказиваних и помињаних богова у египатском пантеону, међутим ниједан релевантан мит га није укључивао.
Анубис је приказан у црној боји, боји која је симболизовала регенерацију, живот, тло реке Нил и промену боје леша након балзамирања. Анубис је повезан са својим братом Вепваветом, још једним египатским богом приказаним са псећом главом или у облику пса, али са сивим или белим крзном. Историчари претпостављају да су те две фигуре на крају спојене. Анубисов женски пандан је Анпут. Његова ћерка је богиња змија Кебечет.

## Име
„Анубис“ је грчки превод египатског имена овог бога. Пре него што су Грци стигли у Египат, око 7. века пре нове ере, бог је био познат као Анпу или Инпу. Корен имена на староегипатском језику значи „краљевско дете”. Инпу има корен од „инп”, што значи „пропасти”. Бог је такође био познат као „Први од Западњака“, „Господар Свете Земље“, „Онај који је на својој Светој Гори“, „Владар девет лукова“, „Пас који гута милионе“, „Господар Тајне“, „Онај који је на месту балзамовања“ и „Први у божанској кабини.“ Положаји које је имао одражавали су се и у титулама које је имао, као што су „Онај који је на својој гори,“ „Господар свете земље“, „Највећи западњаци“ и „Онај који је на месту балзамовања“. У Старом краљевству (око 2686. п. н. е. – око 2181. п. н. е.), стандардни начин писање његовог имена хијероглифима се састојао од звучних знакова inpw праћених шакалом преко знака ḥtp:
| i | n · p | w | C6 |

Нови облик са шакалом на високом постољу појавио се у касном Старом краљевству и постао уобичајен након тога:
| i | n · p | w | E16 |

Анубисово име jnpw се вероватно изговарало [a.ˈna.pʰa(w)], на основу коптског Anoup и акадске транскрипције 𒀀𒈾𒉺⟨a-na-pa⟩ у имену <ri-a-na-pa> „Реанапа“ која појављује се у амарнском писму ЕА 315. Међутим, ова транскрипција се такође може тумачити као rˁ-nfr, име слично оном принца Ранефера из Четврте династије.

## Историја
У египатском раном династичком периоду (око 3100 – око 2686. п. н. е.), Анубис је приказан у пуном животињском облику, са главом и телом „шакала“. Бог шакала, вероватно Анубис, приказан је на каменим натписима из времена владавине Хор-Аха, Ђера и других фараона из Прве династије. Још од прединастичког Египта, када су мртви сахрањивани у плитким гробовима, шакали су били снажно повезани са гробљима, јер су били лешинари који су откривали људска тела и јели њихово месо. У духу „борбе као са сличним“, шакал је изабран да заштити мртве, јер „чест проблем (и разлог за забринутост) мора да је било ископавање лешева, убрзо након сахране, од стране шакала и других дивљих паса који су живели на маргинама култивације.“
У Старом краљевству, Анубис је био најважнији бог мртвих. У тој улози га је заменио Озирис током Средњег краљевства (2000–1700. п. н. е.). У римско доба, које је почело 30. године пре нове ере, слике на гробницама приказују га како држи за руку преминуле особе водећи је до Озириса.
Порекло Анубиса варирало је међу митовима, временима и изворима. У раној митологији, приказиван је као Раов син. У Текстовима ковчега, који су написани у Првом прелазном периоду (око 2181–2055. п. н. е.), Анубис је син било богиње говеда Хесат или богиње мачије главе Бастет. Друга традиција га је приказивала као сина Ра и Нефтиде. Грчки Плутарх (око 40–120) је навео да је Анубис био ванбрачни син Нефтиде и Озириса, али да га је усвојила Озирисова жена Изида.

## Опис Анубиуса
Анубис је обично портретиран као човек са шакаловом главом, или у потпуности у псећем лику. Био је снажно повезан с гробљима у старом Египту, јер је то била животиња која је претила оскврнућу људских тела. Његова је глава црна, што подсећа на плодно тло уз Нил, Кемет, потребно за земљорадњу, али и на смрт. Анубис је описан у погребним контекстима, где је приказан похађајући мумије или седећи на гробу штитећи га. У Новом краљевству ће се појавити печати с Анубисовим ликом, а главни задатак Анубиса у подземљу је да чува и води покојника до Озиросовог суда, места где се одвија вагање душе. Подешава вагу и извага да ли је душа покојника тежа од пера богиње Маат - правде, која се налази да другој страни ваге.
Посмртни обред у којем Анубис игра кључну улогу веже судбину умрлог уз циклус заласка и изласка Сунца и стално обнављајуће снаге живота. Запад, као место заласка Сунца, по аналогији симболизује смрт, загробни живот и свиет којим господари Анубис. Душа умрлог у пратњи Анубиса креће на пут кроз подземље препуно искушења да би помлађена попут Сунца на истоку поново ступила у живот. Равнајући тако рађањем и умирањем Анубис затвара вечни круг живота.

## Митологија
Изворно, у Огдоади из Хермополиса, он је бог у подземљу. Има жену, Анпут (која је заиста само његов женски аспект), која је описана управо иста, као богиња-шакал. Његове су жене и Нехеб Кау, Нехебка, и Кебеџет, богиње које се с топлом водом и прочишћавањем органа брину за душу покојника. Кебеџет је такође његова кћер. Његов отац је био изворно Ра у многим папирусима који су пронађени у пирамидама, (Анубис би био четврти син Ра.)